# Međuopćinska nogometna liga Dubrovnik – Metković – Korčula – Lastovo 1975./76.
Međuopćinska nogometna liga Dubrovnik – Metković – Korčula – Lastovo je u sezoni 1975./76. predstavljala nogometnu ligu petog stupnja natjecanja prvenstva Jugoslavije. Prvak lige bi ostvario plasman u Dalmatinsku nogometnu ligu, a iz lige se ispadalo u općinske nogometne lige. 
 
Sudjelovalo je 12 klubova s područja današnje Dubrovačko-neretvanske županije, a prvak je bio "HTP" iz Dubrovnika. 

## Ljestvica
| mj. | klub               | ut. | pob. | ner. | por. | gol+ | gol- | bod |
| --- | ------------------ | --- | ---- | ---- | ---- | ---- | ---- | --- |
| 1.  | HTP Dubrovnik      | 22  | 17   | 2    | 3    | 68   | 20   | 36  |
| 2.  | SOŠK Ston          | 22  | 15   | 3    | 4    | 50   | 21   | 34  |
| 3.  | Hajduk Vela Luka   | 22  | 14   | 3    | 5    | 65   | 25   | 31  |
| 4.  | Cavtat             | 22  | 14   | 2    | 6    | 62   | 34   | 30  |
| 5.  | Mladost Dubravka   | 22  | 11   | 5    | 6    | 55   | 41   | 27  |
| 6.  | Omladinac Lastovo  | 22  | 10   | 6    | 6    | 48   | 37   | 26  |
| 7.  | Rat Kuna Pelješka  | 22  | 8    | 7    | 7    | 35   | 37   | 23  |
| 8.  | Grk Potomje        | 22  | 5    | 6    | 11   | 32   | 38   | 16  |
| 9.  | Faraon Trpanj      | 22  | 4    | 6    | 12   | 21   | 46   | 14  |
| 10. | Astarea Čibača     | 22  | 5    | 4    | 13   | 31   | 70   | 14  |
| 11. | Konavljanin Čilipi | 22  | 5    | 0    | 17   | 32   | 71   | 10  |
| 12. | Libertas Mihanići  | 22  | 2    | 2    | 18   | 23   | 88   | 4   |

## Rezultatska križaljka
| kratica | klub               | AST | CAV | FAR | GRK | HAJ | HTP | KON | LIB | MLA | OML | RAT | SOŠK |
| --- | ------------------ | --- | --- | --- | --- | --- | --- | --- | --- | --- | --- | --- | ---- |
| AST | Astarea Čibača     |     |     |     |     |     |     |     |     |     |     |     |      |
| CAV | Cavtat             |     |     |     |     |     |     |     |     |     |     |     |      |
| FAR | Faraon Trpanj      |     |     |     |     |     |     |     |     |     |     |     |      |
| GRK | Grk Potomje        |     |     |     |     |     |     |     |     |     |     |     |      |
| HAJ | Hajduk Vela Luka   |     |     |     |     |     |     |     |     |     |     |     |      |
| HTP | HTP Dubrovnik      |     |     |     |     |     |     |     |     |     |     |     |      |
| KON | Konavljanin Čilipi |     |     |     |     |     |     |     |     |     |     |     |      |
| LIB | Libertas Mihanići  |     |     |     |     |     |     |     |     |     |     |     |      |
| MLA | Mladost Dubravka   |     |     |     |     |     |     |     |     |     |     |     |      |
| OML | Omladinac Lastovo  |     |     |     |     |     |     |     |     |     |     |     |      |
| RAT | Rat Kuna Pelješka  |     |     |     |     |     |     |     |     |     |     |     |      |
| SOŠK | SOŠK Ston          |     |     |     |     |     |     |     |     |     |     |     |      |
| |                    |     |     |     |     |     |     |     |     |     |     |     |      |
| podebljan rezultat - utakmice od 1. do 11. kola (1. utakmica između klubova) rezultat normalne debljine - utakmice od 12. do 22. kola (2. utakmica između klubova) rezultat nakošen - nije vidljiv redoslijed odigravanja međusobnih utakmica iz dostupnih izvora rezultat nakošen i smanjen * - iz dostupnih izvora nije uočljiv domaćin susreta prekrižen rezultat - poništena ili brisana utakmica p - utakmica prekinuta 3:0 p.f. / 0:3 p.f. - rezultat 3:0 bez borbe n.i. - utakmica nije igrana |                    |     |     |     |     |     |     |     |     |     |     |     |      |

 Izvori: 